# حوض چهل پایه
حوض چهل پایه مربوط به اوایل دوره پهلوی است و در شهرستان خلیل‌آباد، بخش ششطراز، دهستان ششطراز، شهر کندر واقع شده و این اثر در تاریخ ۹ بهمن ۱۳۸۴ با شمارهٔ ثبت ۱۴۰۰۵ به‌عنوان یکی از آثار ملی ایران به ثبت رسیده‌است.